# سنیبل (فلوریدا)
سنیبل (به انگلیسی: Sanibel) شهری در شهرستان لی ایالت فلوریدا است که در سال ۱۹۷۴ بنیان‌گذاری شده‌است. این شهر طبق سرشماری سال ۲۰۱۰ میلادی، ۶٬۴۶۹ نفر جمعیت داشته و مساحت آن نیز ۸۵٫۹ کیلومتر مربع است.